# كيميكو هان
كيميكو هان (بالإنجليزية: Kimiko Hahn)‏ (1955، ماونت كيسكو في الولايات المتحدة)؛ كاتِبة ومؤلِّفة وشاعرة أمريكية.

## الجوائز
- زمالة غوغنهايم
- الجوائز الأميركية للكتاب